# 히가시노 고타로
히가시노 고타로(일본어: 東野 広太郎, 1998년 6월 10일~)는 일본의 축구 선수이다.

## 구단 경력
그는 2021년 J3리그의 로아소 구마모토에 입단했다. 2021년 J3리그 우승으로 J2리그로 승격했다. 2022년 7월 일본 풋볼 리그의 FC 티아모 히라카타로 이적했다.